# Alle Farben

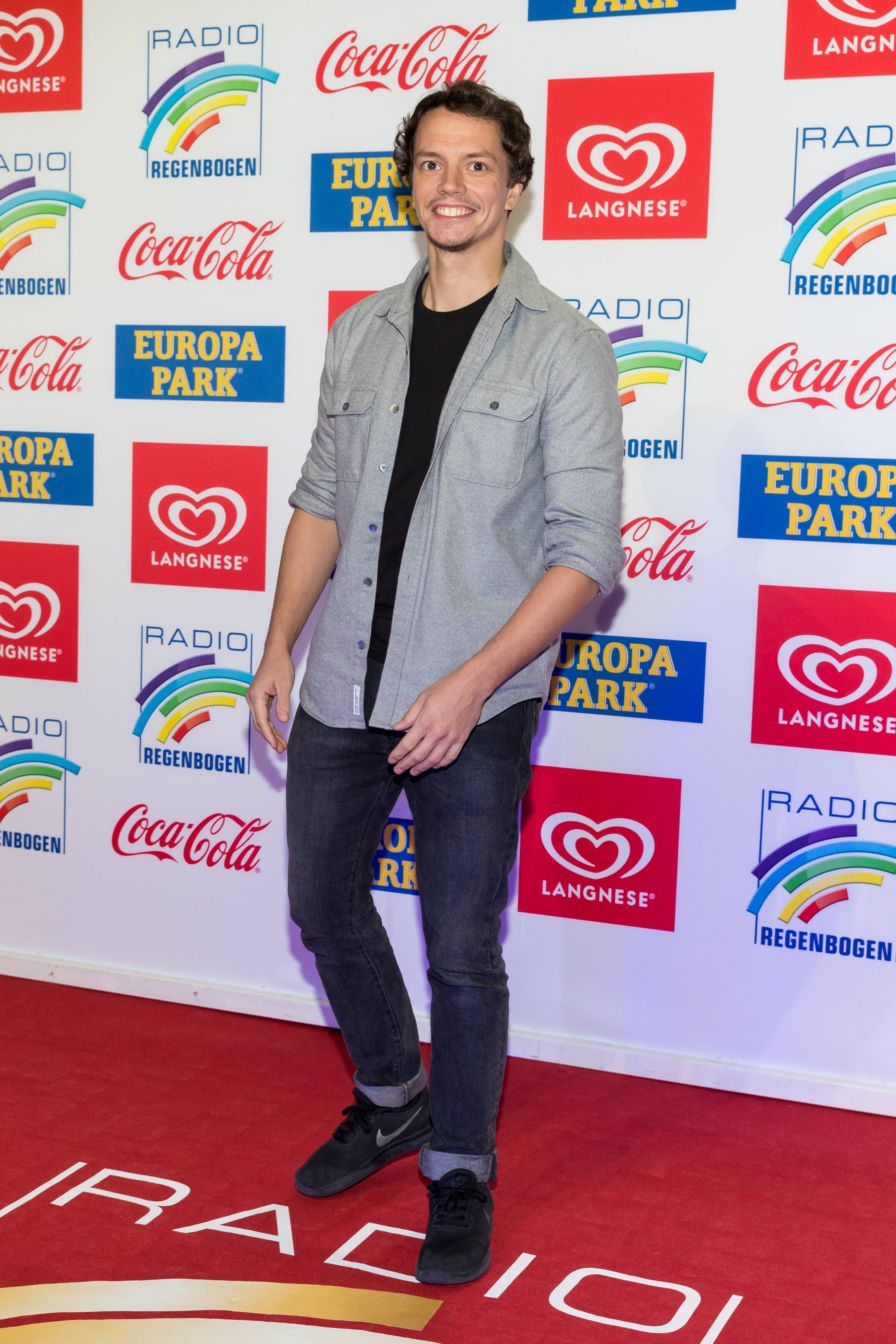

Alle Farben (německy všechny barvy, vlastním jménem Frans Zimmer; * 5. června 1985) je německý DJ. Od roku 2014 má smlouvu s nahrávací společností Guesstimate/b1 Recordings.

## Kariéra
Žije a pracuje v berlínském Kreuzbergu. Po střední škole chtěl studovat umění, ale nebyl přijat na univerzitu. V následujících letech měl hodně různých prací, například pracoval v jedné z berlínských kaváren. V roce 2010 začal pracovat jako DJ v berlínských nočních klubech a barech. Jeho jméno je inspirováno umělcem Friedensreichem Hundertwasserem.
V květnu 2012 hrál pro 30 000 lidí na letišti Tempelhof v Berlíně. Často také hrál na televizním kanále Tel Aviv.
V září 2013 prohlásil na své Facebookové stránce. že chystá nové album a v lednu 2014 v interview s novinami Die Tageszeitung řekl, že album bude hotové v následujících měsících. V dubnu 2014 vyšla nová píseň She moves (Far Away), která byla hlavní písní v albu Synesthesia – I Think in Colours

## Diskografie

### Alba
| Rok  | Album                            | Umístění v hitparádách | Umístění v hitparádách | Umístění v hitparádách | Certifikace |
| Rok  | Album                            | GER                    | AUT                    | SWI                    | Certifikace |
| ---- | -------------------------------- | ---------------------- | ---------------------- | ---------------------- | ----------- |
| 2014 | Synesthesia – I Think in Colours | 20                     | 54                     | 40                     |             |
| 2016 | Music Is My Best Friend          | 20                     | —                      | 55                     |             |
| 2019 | Sticker on My Suitcase           | 29                     | 72                     | 67                     |             |

### Singly

#### Jako hlavní umělec
| Rok                                                                                     | Singl                                                                                        | Umístění v hitparádách | Umístění v hitparádách | Umístění v hitparádách | Umístění v hitparádách | Umístění v hitparádách | Umístění v hitparádách | Umístění v hitparádách | Umístění v hitparádách | Certifikace                                              | Album                            |
| Rok                                                                                     | Singl                                                                                        | GER                    | AUT                    | BEL (Fl)               | BEL (Wa)               | FRA                    | NLD                    | SPA                    | SWI                    | Certifikace                                              | Album                            |
| --------------------------------------------------------------------------------------- | -------------------------------------------------------------------------------------------- | ---------------------- | ---------------------- | ---------------------- | ---------------------- | ---------------------- | ---------------------- | ---------------------- | ---------------------- | -------------------------------------------------------- | -------------------------------- |
| 2014                                                                                    | "She Moves (Far Away)" (feat. Graham Candy)                                                  | 9                      | 15                     | 43                     | 47                     | 173                    | 21                     | 41                     | 21                     | - BVMI: platinové - IFPI SWI: zlaté                      | Synesthesia – I Think in Colours |
| 2016                                                                                    | "Please Tell Rosie" (feat. YouNotUs)                                                         | 3                      | 2                      | —                      | —                      | —                      | —                      | —                      | 70                     | - BVMI: platinové - IFPI AUT: zlaté                      | Music Is My Best Friend          |
| 2016                                                                                    | "Bad Ideas"                                                                                  | 7                      | 4                      | —                      | —                      | —                      | —                      | —                      | 79                     | - BVMI: platinové - IFPI AUT: zlaté                      | Music Is My Best Friend          |
| 2017                                                                                    | "Little Hollywood" (s Janieck Devy)                                                          | 14                     | 8                      | —                      | —                      | —                      | —                      | —                      | 31                     | - BVMI: platinové - IFPI AUT: zlaté                      | Sticker on My Suitcase           |
| 2018                                                                                    | "H.O.L.Y." (s Rhodes)                                                                        | 65                     | 54                     | —                      | —                      | —                      | —                      | —                      | —                      |                                                          | Sticker on My Suitcase           |
| 2018                                                                                    | "Only Thing We Know" (s Kelvin Jones a Younotus)                                             | 20                     | 24                     | —                      | —                      | —                      | —                      | —                      | 41                     | - BVMI: zlaté - IFPI AUT: zlaté                          | Sticker on My Suitcase           |
| 2018                                                                                    | "Fading" (s Ilira)                                                                           | 16                     | 16                     | —                      | —                      | —                      | —                      | —                      | 17                     | - BVMI: zlaté - IFPI AUT: zlaté - ZPAV POL: 2× platinové | Sticker on My Suitcase           |
| 2019                                                                                    | "Walk Away" (feat. James Blunt)                                                              | 98                     | —                      | —                      | —                      | —                      | —                      | —                      | —                      |                                                          | Sticker on My Suitcase           |
| 2020                                                                                    | "Kids" (s Vize feat. Graham Candy)                                                           | —                      | —                      | —                      | —                      | —                      | —                      | —                      | —                      |                                                          | Singly bez alb                   |
| 2020                                                                                    | "I Love My Friends (And My Friends Love Me)" (se Steve Aoki feat. Icona Pop)                 | —                      | —                      | —                      | —                      | —                      | —                      | —                      | —                      |                                                          | Singly bez alb                   |
| 2020                                                                                    | "Running Back to You" (s Martin Jensen a Nico Santos)                                        | 80                     | —                      | —                      | —                      | —                      | —                      | —                      | —                      |                                                          | Singly bez alb                   |
| 2021                                                                                    | "Lemon Tree" (s Fools Garden)                                                                | 92                     | —                      | —                      | —                      | —                      | —                      | —                      | —                      |                                                          | Singly bez alb                   |
| 2021                                                                                    | "Somewhere Over the Rainbow/What a Wonderful World" (s Robin Schulz a Israel Kamakawiwo'ole) | 82                     | —                      | —                      | 48                     | —                      | —                      | —                      | —                      |                                                          | Pink                             |
| 2021                                                                                    | "Alright" (feat. Kiddo)                                                                      | 37                     | 39                     | —                      | —                      | —                      | —                      | —                      | —                      | - BVMI: zlaté                                            | Singly bez alb                   |
| 2022                                                                                    | "Let It Rain Down" (feat. Pollyanna)                                                         | 78                     | —                      | —                      | —                      | —                      | —                      | —                      | —                      |                                                          | Singly bez alb                   |
| 2024                                                                                    | "Love Hurt Repeat" (s Lewis Thompson feat. Mae Muller)                                       | —                      | —                      | —                      | —                      | —                      | —                      | —                      | —                      |                                                          | Singly bez alb                   |
| "—" značí, že se nahrávka neumístila v hitparádách nebo v tomto území ani nebyla vydána |                                                                                              |                        |                        |                        |                        |                        |                        |                        |                        |                                                          |                                  |

#### Jako vedlejší umělec
| Rok  | Singl                                                  | Umístění v hitparádách | Umístění v hitparádách | Umístění v hitparádách | Umístění v hitparádách | Umístění v hitparádách | Umístění v hitparádách | Umístění v hitparádách | Umístění v hitparádách | Certifikace                                                               | Album          |
| Rok  | Singl                                                  | GER                    | AUT                    | BEL (Fl)               | BEL (Wa)               | FRA                    | NLD                    | SPA                    | SWI                    | Certifikace                                                               | Album          |
| ---- | ------------------------------------------------------ | ---------------------- | ---------------------- | ---------------------- | ---------------------- | ---------------------- | ---------------------- | ---------------------- | ---------------------- | ------------------------------------------------------------------------- | -------------- |
| 2015 | "Supergirl" (Anna Naklab feat. Alle Farben & YouNotUs) | 2                      | 1                      | –                      | –                      | 52                     | —                      | 52                     | 5                      | - BVMI: platinové - IFPI AUT: zlaté - IFPI SWI: zlaté - PROMUSICAE: zlaté | Singly bez alb |
| 2018 | "Build a House" (Stefanie Heinzmann feat. Alle Farben) | —                      | —                      | —                      | —                      | —                      | —                      | —                      | 38                     |                                                                           | Singly bez alb |

Ostatní:
- 2009: Tanzinteresse
- 2012: Danse / Pulp  (s Drauf & Dran) (Kallias Music)
- 2012: Roundabout / Blue Jester (Der Turnbeutel)
- 2012: Galant / Kermit (Kallias Music)
- 2012: Sailorman EP (Kallias Music)
- 2012: Wunderbar / Feeling High (Kallias Music)
- 2013: Tempelhof (Kallias)
- 2014: Sometimes (feat. Graham Candy) (Synesthesia)
- 2015: Get High (feat. Lowell)
- 2015: Pretty Small EP (Alle Farben & YOUNOTUS) (Synesthesia)
- 2016: My Ghost EP (Synesthesia)
- 2016: Remember Yesterday (feat. Perttu & Michael Schulte) (Synesthesia)
- 2016: Fall into the Night (Synesthesia)

### Remixy
- 2011: Rene Bourgeois - Tico (Alle Farben Remix) (Supdub Records)
- 2011: Lizzara & Tatsch - Trompa (Alle Farben Remix) (Ostfunk Records)
- 2012: T.Y.P. - D.I.S.C.O. (Alle Farben Remix) (Polydor / Universal France)
- 2012: Drauf & Dran - Elise (Alle Farben Remix) (Stylerockets)
- 2012: Flapjack - Mister Sandman (Alle Farben Remix) (Stylerockets)
- 2012: Shemian - Classical Symphony (Alle Farben Remix) (Wired UK)
- 2012: K-Paul - Out Of Control (Alle Farben Remix) (Music is Music)
- 2012: Ron Flatter - Herr Lonnert (Alle Farben Remix) (Pour La Vie)
- 2012: Dimitri Andreas - Eida (Alle Farben Remix) (Gold Records)
- 2012: Daughter - Youth (Alle Farben Remix)
- 2013: Ben Ivory - Better Love (Alle Farben Remix) (bitclap!/Warner Music Germany)
- 2013: Blitzkids mvt. - Heart On The Line (Alle Farben Dub Remix) (bitclap!/Warner Music Germany)
- 2013: Tagträumer - The Only Thing In This World (Alle Farben Remix) (Neopren)
- 2013: Alice Francis - Gangsterlove (Alle Farben Remix) (ChinChin Records)
- 2013: Boss Axis - Challenger (Alle Farben Remix) (Parquet Recordings)
- 2013: Parov Stelar - The Snake (Alle Farben Remix) (Island Records / Universal Music Germany)
- 2013: Romeofoxtrott - Memories (Alle Farben Remix) (Hunting For Emotion)
- 2013: Elias - Kaputt (Alle Farben Remix) (Island Records / Universal Music Germany)
- 2014: Bebetta - Herr Kapellmeister (Alle Farben Remix) (Damm Records)
- 2014: Irie Révoltés - Residanse (Alle Farben Remix) (ferryhouse productions)
- 2014: Berlin Comedian Harmonists – Hallo, was machst du heut', Daisy? (Alle Farben Remix) (Deutsche Grammophon)
- 2014: Goldfish – Moonwalk Away (Alle Farben Remix)
- 2014: Hundreds presented by Alle Farben - She Moves & Our Past (Alle Farben Remix) (Synesthesia)
- 2014: Elvis Presley vs. Alle Farben - Shake That Tambourine (Alle Farben Remix) (Sony Music Media)
- 2014: Mø - Walk This Way (Alle Farben Remix) (Chess Club/RCA Victor)
- 2014: The Avener & Phoebe Killdeer - Fade Out Lines (Alle Farben Remix) (Capitol)
- 2015: Heymen - If I Play Your Game (Alle Farben & YOUNOTUS Remix) (Kontor Records)
- 2015: Northern Lite with Aka Aka & Thalstroem - Take My Time (Alle Farben Remix) (Kontor Records)
- 2015: Mantra feat. Lydia Rhodes - Away (Alle Farben Remix) (Ultra Records, LLC)
- 2015: Buray - Istersen (Alle Farben Remix) (b1)
- 2015: Jonah - All We Are (Alle Farben Remix) (Columbia)
- 2016: Teenage Mutants & Laura Welsh - Falling for You (Alle Farben Remix) (Sony Music Entertainment)
- 2016: Hooverphonic - Badaboom (Alle Farben Remix) (epic)
- 2019: Hypanda & IA - Gotta Let Go (Alle Farben Remix)(UMG)
- 2021: R3hab & Jolin Tsai - Stars Align (Alle Farben Remix) (Liquid State)

## Ceny a ocenění
- PARTY SAN Award – 2011 v kategorii Newcomer (Nováček)
- Newcomer Contest Bayern – 2012 v kategorii DJ National (Národní DJ)
- 1Live Krone – 2014 nominován v kategorii Beste Single (Nejlepší písnička)
- ECHO – 2015 nominován v kategorii Dance National (Národní tanec)
- Newcomer Contest Bayern – 2015 v kategorii Vom Newcomer zum Star